# Пострушка
Пострушка (енгл. side scraper) је праисторијско оружје и оруђе направљено од одбитка који је најчешће латерално ретуширан дубоким, уздигнутим ретушем.
Угао ретуша у односу на доњи део није већи од 55° односно 60°. Равне ивица је конвексна, конкавна, права или синусоидна. 
Пострушке су се користиле за одвајање крзна од меса и тетива уловљених животиња. Јављају се у старијем и средњем палеолиту, али и у познијим периодима. Ово су артефакти који нису културно и хронолошки осетљиви.
Разликујемо два типа пострушке:
- тип кина и
- тип тата